# Eulimastoma weberi
Eulimastoma weberi is een slakkensoort uit de familie van de Pyramidellidae. De wetenschappelijke naam van de soort is voor het eerst geldig gepubliceerd in 1965 door Morrison.